# Lega-Kalanga (D.20) jezici
Lega-Kalanga (D.20) jezici podskupina od (11) centralnih bantu jezika u zoni D u Demokratskoj Republici Kongo. Predstavnici su: 
- bali [bcp], 42.000 (1987 UBS);
- beeke [bkf], 1.000 (1994 SIL);
- hamba [hba], 13.000 (2002);
- holoholo ili guha [hoo], 15.500 (2002);
- kanu ili likanu, kaanu [khx], 3.500 (Welmers 1971);
- kwami [ktf], 400;
- lega-mwenga [lgm], 44.900 (2000);
- lega-shabunda ili igonzabale [lea], 400.000 (1982 UBS);
- lika [lik], 60.000 (1989 SIL);
- songoora [sod] 1.300 (Welmers 1971);
- zimba [zmb] 120,000 (1994 popis).[1]

## Vanjske poveznice
- Ethnologue (14th)
- Ethnologue (15th)